# 玄制流
玄制流（げんせいりゅう）は、祝嶺正献により創始された空手の流派。  

## 概要
祝嶺正献は昭和8年（1933年）から佐渡山安恒に、昭和12年（1937年）から岸本祖孝に師事し、首里派古流空手を学ぶ。
戦後、新技の創作に取り組み、昭和25年（1950年）に「玄制流空手道」の名称を公表した。大学・自衛隊・会社団体等120余りの関係道場で指導し、全国的組織へと発展した。祝嶺は昭和38年（1963年）、新武道として躰道を創始し、昭和40年（1965年）に日本躰道協会を設立した。これにより、祝嶺は玄制流空手道と躰道の宗家・最高師範を兼任することになった。
祝嶺正献が設立した武徳会は土佐邦彦が引き継いだ。現存する最古の組織は国際玄制流空手道連盟 （1959年設立）で、その他の会派団体としては、土佐邦彦が創設した国際玄制流空手道連盟武徳会、成川哲夫が創設した国際空手道連盟玄制流成道会がある。
玄制流空手道は平成3年（1991年）、全日本空手道連盟および日本空手道連合会の正式加盟団体となる。

## 玄制流の特徴
祝嶺正献は哲学者としても知られており、戦争中、彼は予期せぬことや予期しないことをすることは、2つの国家間の戦争であれ、単なる個人的な紛争であれ、勝利の秘訣であることを学ぶ。 言い換えれば、玄制流の基本的な哲学は、予期せぬことを行うというこの考えを追求することである。 

## 型
- 太極
- 平安初段
- 平安二段
- 平安三段
- 平安四段
- 平安五段
- 内範置（ナイファンチ）
- 王冠（ワンカン）
- 祝嶺（シュクミネ）の抜塞（バッサイ）
- 祝嶺（シュクミネ）の抜塞小（バツサイショウ）
- 三才（サンサイ）
- 鷺牌（ローハイ）
- 公相君大（コウショウクンダイ）
- 公相君小（コウショウクンショウ）
- 城間（グスクマ）のチントウ

## 会派団体
玄制流空手道
- 日本空手道連合会加盟団体。

国際玄制流空手道連盟武徳会
- 祝嶺正献の高弟・土佐邦彦が古屋美光と共に創設。

国際空手道連盟玄制流成道会
- 祝嶺正献の高弟・ 綾瀬貞男（拳栄会）に師事した成川哲夫が、拳栄会閉鎖後に創設。

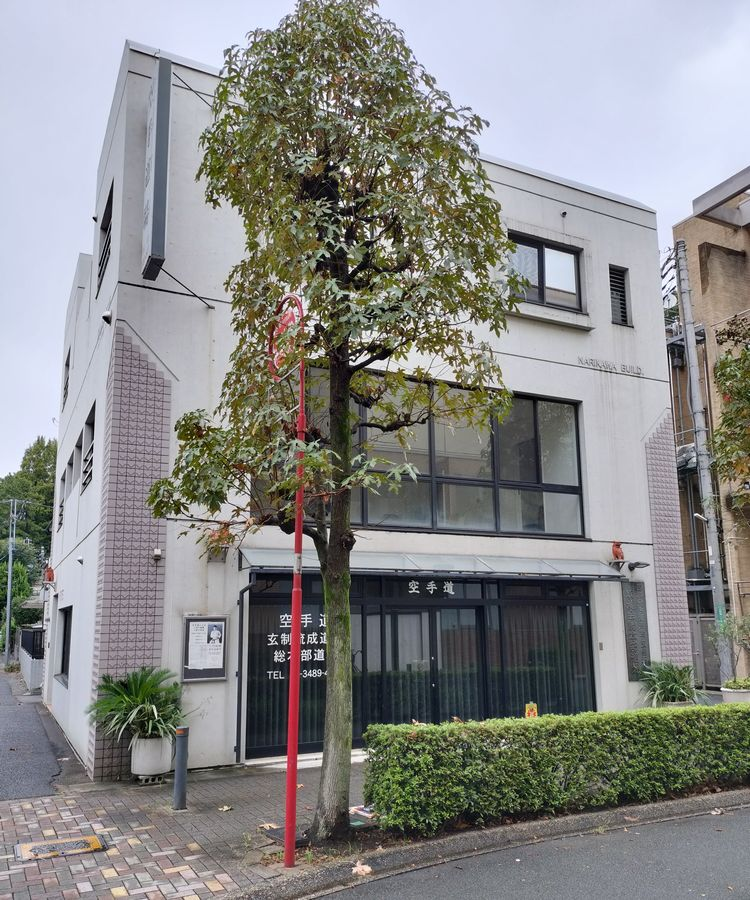
東京都狛江市元和泉にある成川ビル。成道会の道場がある。